# Chiaravalle
Chiaravalle – miejscowość i gmina we Włoszech, w regionie Marche, w prowincji Ankona.
Według danych na styczeń 2010 gminę zamieszkiwało 15 001 osób przy gęstości zaludnienia 862,6 os./1 km².